# うさぎたちのもちつき
『うさぎたちのもちつき』は、2008年1月5日からTBS系列のBSデジタル放送「BS-i」で、隔週で土曜日23:30-24:00にかけて放送されていたテレビドラマである。全12回。
インターネット配信されたオリジナルドラマ「うさぎのもちつき 1、2」や、インターネット配信のほかBS-iでも放送された「うさぎがもちつき」の続編にあたる「うさもち」シリーズの第4作目となる作品。USENの「GyaO」やYahoo! JAPANの「Yahoo!動画」といった動画配信サイトでも配信。
主演は、大谷允保、高田宏太郎の他に、ゲスト出演として、大友康平、上原さくら、南明奈、杉浦太陽、佐藤藍子が出演。

## ストーリー
経営危機に陥っていた広告代理店「スマイルエージェンシー」の社長の宮崎は、なぜかカバを追ってアフリカへ行ってしまった。それを機に、不採算な「スマイルエージェンシー」を潰してしまおうとする佐久間竹千代。
しかし、竹千代の父親であり、「スマイルエージェンシー」の親会社の会長である佐久間重千代は、お金さえ払えば1ヶ月で会社を立て直すという、通称“社長屋”沢田章太郎を投入する。
果たしてスマイルエージェンシーの運命は…

## キャスト
- 間島直子 - 大谷允保
- 澤田正太郎 - 高田宏太郎

### ゲスト

#### 第1〜4話
- 沢田章太郎 - 大友康平
- 上原佐和子 - 上原さくら
- 佐久間竹千代 - 小沢一敬（スピードワゴン）
- 佐久間重千代 - 長沢純

#### 第5〜8話
- 咲 - 南明奈
- 松井良美 - 秋本奈緒美
- 春一番
- 佐久間竹千代 - 小沢一敬（スピードワゴン）
- 佐久間重千代 - 長沢純

#### 第9〜12話
- 澤田太郎 - 杉浦太陽
- 澤田ぼたん - 佐藤藍子
- 仲村みう

## スタッフ
- 監督 - 土持幸三
- 脚本 - 土持幸三、山下澄人
- 局系列 - JNN
- 製作 - うさぎがもちつき製作委員会、レッドライスメディウム、博報堂DYメディアパートナーズ
- 制作会社 - フレッシュハーツ

## 音楽

### 主題歌
THE GHOST SYNDICATE「TRUE MY SOUND」

### 挿入歌
山口信也「津軽親子船」